# Schleemer Bach
Der Schleemer Bach entspringt im Hamburger Stadtteil Rahlstedt an der nördlichen Spitze des kleinen Waldes bei der Straße Am Hegen. Der in seinem gesamten Verlauf südsüdwestlich fließende Bach passiert zunächst das Katholische Kinderkrankenhaus Wilhelmstift und bildet parallel zur Grunewaldstraße die Landesgrenze zu Schleswig-Holstein. Im weiteren Verlauf durchströmt der Schleemer Bach den Friedhof Öjendorf – nahe dem Westufer des Öjendorfer Sees, dessen Zu- und Abfluss er bildet. In den Bach münden u. a. der Jenfelder Bach und die Barsbek. An der Grenze von Billstedt nach Billbrook mündet der Schleemer Bach nach etwa 10 Kilometern nördlich der Roten Brücke in die Bille.
In der Nachkriegszeit war das Flüsschen teilweise zu einem Abwassergraben verkommen, wurde jedoch später wieder zurückgebaut. Im Bereich Wilhelmstift wurde ein Feuchtgebiet wiederhergestellt.
Das Angeln im Schleemer Bach ist, einschließlich des Schleemer Teichs, generell verboten.
Im Jahre 1903 wurde in Schiffbek am Schleemer Bach eine Flussbadeanstalt errichtet. Jetzt ist dort das Schwimmbad Billstedt.